# Lưu Ung (Tam Quốc)
Lưu Ung (giản thể: 刘邕; phồn thể: 劉邕; bính âm: Liu Yong; ? – ?), tự Nam Hòa (南和), là quan viên, tướng lĩnh nhà Quý Hán thời Tam Quốc trong lịch sử Trung Quốc.

## Cuộc đời
Lưu Ung quê ở quận Nam Dương, sau tách thành quận Nghĩa Dương, có nguồn cho rằng Ung quê ở quận Linh Lăng, đều thuộc Kinh Châu, sớm đi theo Lưu Bị.
Năm 211, Lưu Ung theo Lưu Bị vào đất Thục, tham gia bình định Tây Xuyên. Năm 214, Lưu Chương đầu hàng, Lưu Bị luận công, bổ nhiệm Lưu Ung làm Thái thú Giang Dương.
Năm 223, Thừa tướng Gia Cát Lượng khai phủ, tiến cử Tưởng Uyển làm mậu tài. Tưởng Uyển kiên trì muốn nhường cơ hội này cho các huân thuần Lưu Ung, Âm Hóa, Bàng Diên, Liêu Thuần.
Khoảng những năm niên hiệu Kiến Hưng (223–237), Lưu Ung giữ chức Giám quân, tham gia cuộc chiến bắc phạt.
Năm 231, Hậu tướng quân Ngô Ban thăng chức Phiêu kỵ tướng quân, giả tiết. Lưu Ung thay thế giữ chức Hậu tướng quân, sau được phong tước Quan nội hầu.
Khoảng năm 231–237, Phụ Khuông thăng chức Hữu tướng quân. Lưu Ung được phong Trấn Nam tướng quân thay thế Phụ Khuông, mất sau đó.

## Gia đình
- Lưu Thức (劉式), con thừa tự của Lưu Ung, kế thừa tước vị.[1]
- Lưu Vũ (劉武), con út của Lưu Ung, có tài văn chương, cùng nổi danh với Phàn Kiến, quan đến Thượng thư.[1]

## Trong văn hóa
Lưu Ung không xuất hiện trong tiểu thuyết Tam quốc diễn nghĩa của La Quán Trung.